# Río Maure
El río Maure o Mauri, es un río andino afluente del río Desaguadero, este río nace en la laguna de Vilacota a 4500 m s. n. m. en territorio peruano y su cuenca se distribuye entre Bolivia y Perú; y forma parte del Sistema TDPS.
Sus orígenes estarían en el cerro Betantani en la cordillera del Barroso, en donde nace con el nombre de Ancochaque. Ya con el nombre de río Maure atraviesa las pampas de Llaitire, Titira y Maure, luego penetra en Bolivia en donde se le nombra Mauri y recibe las aguas del río Uchusuma, este último río también nace en los deshielos de la cordillera del Barroso, en los nevados Iñuma y Casiri.
El río Maure tiene 202 kilómetros, de los cuales 124 recorren por territorio boliviano; confluye con el río Desaguadero en la localidad de Calacoto - Bolivia a 3814 m s. n. m. y contribuye a purificar la salinidad del río Desaguadero, sin esto el lago Poopó se convertiría en un mar muerto.

## Poblados que recorre
- Mamuta (Perú)
- Conchachiri (Perú)
- Chilani (Bolivia)
- Mauri (Bolivia)